# Église Saint-Alexandre-Nevsky de Riga
L’église Saint-Alexandre-Nevsky est une église orthodoxe de style néo-classique située à Riga, ville dont la moitié de la population est d’origine russe. Elle se trouve rue Brivibas.

## Histoire
Cette église remplace une église de garnison russe, construite en 1731, près de l’hôpital militaire rue Nikolaskaïa (aujourd’hui rue K. Waldemar). Elle est démolie en 1812 au moment de l’avancée des armées napoléoniennes vers Moscou.
L’église actuelle a été construite pour la remplacer et des fonds sont réunis par des marchands de la guilde locale. Les travaux, selon les plans de Christian Friedrich Breitkreutz, commencent en 1820 et elle est consacrée le 31 octobre 1825 à saint Alexandre Nevsky, pour rendre grâces que la Russie n’ait pas été vaincue par Napoléon. Elle est surmontée d’une coupole soutenue par douze colonnes. Sa façade est ornée d’un fronton classique à la grecque. Un clocher à colonnes, datant de 1863, se trouve contre l’église. Une nouvelle croix a été bénite en 1995 sur sa coupole.
L’église a été rénovée pour son 180e anniversaire en 2005.

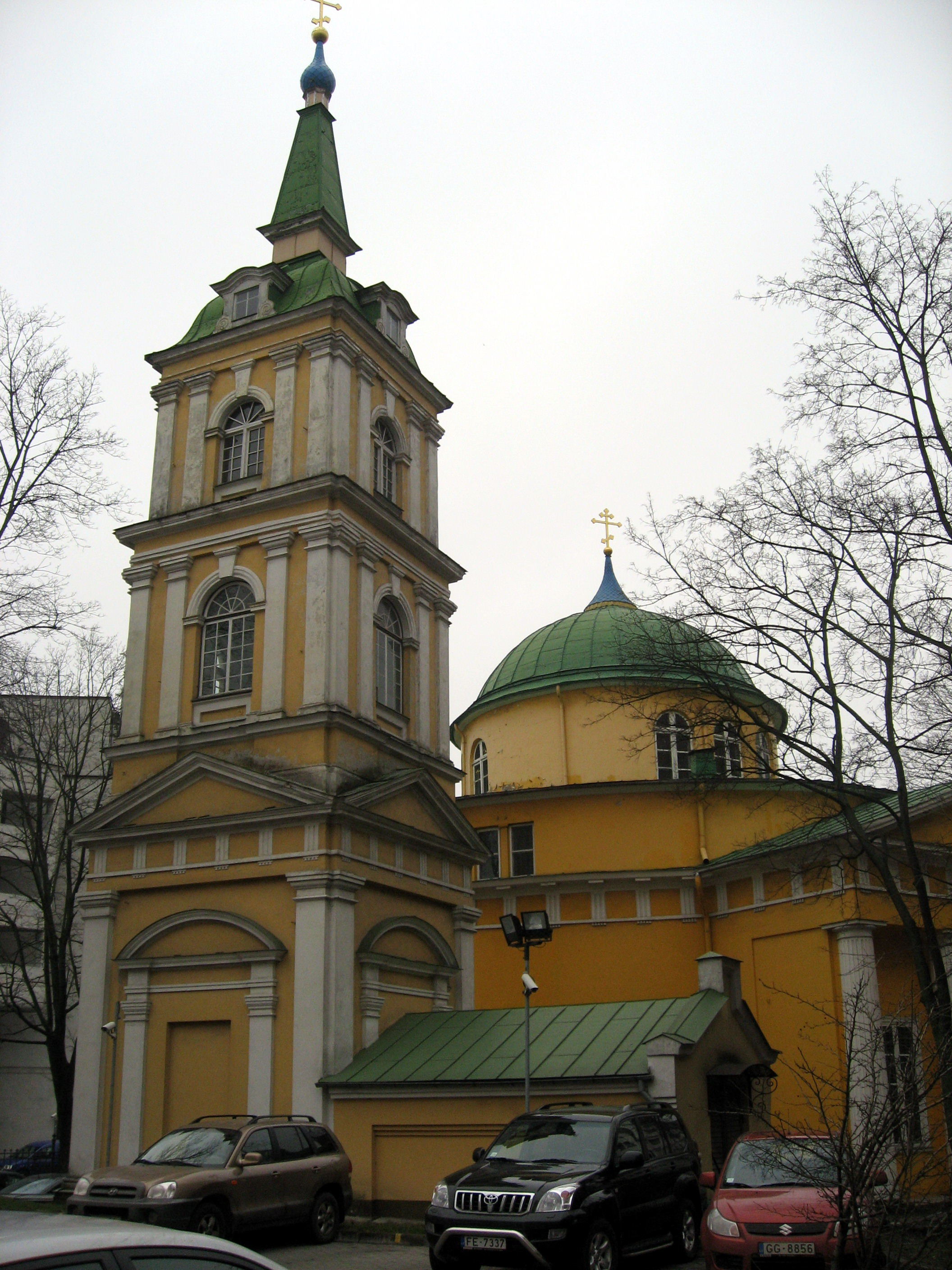
Le clocher et l'église